# 舊古塔 (傑拉日尼亞區)
49°14′22″N 27°45′5″E / 49.23944°N 27.75139°E
舊胡塔（烏克蘭語：Стара Гута）是位於烏克蘭西部的村莊，由赫梅利尼茨基州裡赫梅利尼茨基區的沃夫科溫齊市鎮負責管轄。該村始建於1861年，面積3.78平方公里，海拔高度350米，2018年人口14，人口密度每平方公里14.8人。